# جي بارانا
جي بارانا هي بلدية في البرازيل، تتبع روندونيا، بلغ عدد سكانها 131٬560 نسمة، في 2016، تبلغ مساحتها 6٬896٫782 كيلومتر مربع.

## الموقع
تشترك في الحدود مع:
- Vale do Anari [الإنجليزية]‏.

## أعلام
- مارسيلو دوس سانتوس